# Robert Funaro
Robert Funaro (New York, 23 januari 1959) is een Amerikaans acteur.

## Biografie
Funaro werd geboren in de borough Brooklyn van New York. Hij is van Italiaanse afkomst, dit omdat zijn grootouders emigranten waren uit Napels.

## Filmografie

### Films
Uitgezonderd korte films.
- 2021 The Last Disco - als Phil Sansone
- 2019 The Irishman - als Johnny
- 2018 Rich Boy, Rich Girl - als Brad
- 2015 Disco! - als Phil
- 2014 Charlie Mantle - als Charlie Mantle
- 2012 Not Fade Away – als oom Murf
- 2012 Broadway's Finest – als Larson
- 2011 Lost Revolution – als Phil
- 2007 American Gangster – als McCann
- 2007 I Believe in America – als Phil
- 2005 Indocumentados – als ??

### Televisieseries
Uitgezonderd eenmalige gastrollen.
- 2024 Crazytown - als Joey Credit - 6 afl.
- 2023 Around the Sun - als Max - 3 afl.
- 2020 Bromance - als agent Benacquista - 3 afl.
- 2019-2020 Ray Donovan - als inspecteur Bricker - 5 afl.
- 2019 Crazytown - als Joey Credit - 6 afl.
- 2017 The Sinner - als Ron Tanetti - 4 afl.
- 2016 Vinyl - als Tony Del Greco - 5 afl.
- 2009 The Unusuals – als politieagent – 4 afl.
- 2001-2006 The Sopranos – als Eugene Pontecorvo – 27 afl.

### Computerspellen
- 2008 Grand Theft Auto IV – als Anthony Corrado

- Library of Congress Control Number: no2006061154
- Nationale Bibliotheek van Israël: 987007390703005171
- SNAC: w62m13r4
- Virtual International Authority File: 31750728
- WorldCat: E39PBJfRCP9K6FRv8VdrMvhj4q